# Galakcjon (Tabakow)
Galakcjon, imię świeckie Georgi Lubenow Tabakow (ur. 26 lutego 1943 w Wetrenie) – bułgarski biskup prawosławny.

## Życiorys
W 1963 rozpoczął naukę w sofijskim seminarium duchownym. 12 lipca 1969 metropolita starozagorski Pankracy przyjął od niego wieczyste śluby mnisze w monasterze św. Mikołaja w Mygliżu. Metropolita Pankracy przeniósł mnicha Galakcjona do Monasteru Baczkowskiego, gdzie został on 27 czerwca 1969 wyświęcony na hierodiakona. Od sierpnia 1969 do września 1970 duchowny przebywał w Monasterze Rilskim. Po powrocie do Monasteru Baczkowskiego, 28 września 1970, został wyświęcony na hieromnicha przez biskupa branickiego Gerazyma. Równolegle kontynuował studia w Akademii Duchownej św. Klemensa z Ochrydy w Sofii, które w 1976 ukończył. W 1978 ukończył studia doktoranckie na Moskiewskiej Akademii Duchownej, ze specjalizacją teologia pastoralna. Następnie od 1981 do 1982 studiował teologię w Ratyzbonie. Po powrocie do Bułgarii przez trzy lata kierował jako ihumen Monasterem Rilskim, zaś przez kolejny rok – Monasterem Baczkowskim.
6 lipca 1986 został wyświęcony na biskupa welickiego, wikariusza metropolii widińskiej, którą to godność sprawował do 1987. Od czerwca do września 1988 był biskupem pomocniczym metropolii wraczańskiej, zaś od 1988 do 1993 – starozagorskiej. Ponadto od 1993 do 1994 był deputowanym Zgromadzenia Narodowego z partii Związek Sił Demokratycznych, wybranym w okręgu starozagorskim.
W 2000 mianowany metropolitą starozagorskim.
W 2007 ujawnione zostały dokumenty, z których wynikało, iż Galakcjon (Tabakow) od 1981 był tajnym współpracownikiem bułgarskich służb bezpieczeństwa o pseudonimie „Miszo”.
Jeden z kandydatów na patriarchę Bułgarii w czasie wyborów w lutym 2013, odpadł po pierwszej turze głosowania, uzyskując najmniejszą liczbę głosów delegatów na Sobór Lokalny (22). Trzy lata później został przeniesiony w stan spoczynku z powodu złego stanu zdrowia.